# Clan Carruthers
Le clan Carruthers est un clan écossais des Lowlands et des Scottish Borders. Réputé armigère durant deux siècles, le clan Carruthers  a vu un nouveau chef reconnu par la cour du Lord Lyon d'Édimbourg le 19 août 2019 en la personne de Simon Peter Carruthers de Holmains, après 20 mois d'analyse des preuves demandées et plus de 12 ans de recherches et d'enquêtes.

## Nom
Le nom  Carruthers est apparu dans le Dumfriesshire et semble faire allusion aux mottes castrales britonnes appelés « Caer Rydderch » ou « Rythyr ».

## Géographie
Le clan Carruthers trouve ses origines dans les Scottish Borders. Le clan a donné son nom à la paroisse de Carruthers, dans le Dumfriesshire, où il s'est établi aux XIIe et XIIIe siècles. Le bourg de Mouswald se situe à 25 km de l'Angleterre. 

## Histoire

### Origines
Au XIIIe siècle, le chef des Carruthers de Carruthers devint intendant d'Annandale. Nigel de Karruthers était un clerc qui fut également recteur de Ruthwell en 1380, et devint chanoine de la cathédrale de Glasgow en 1351. Il fut également nommé chancelier de Robert, grand intendant d'Écosse en 1344. À peu près à la même époque, en 1320, la famille principale des Carruthers acquit les terres de Musfald (aujourd'hui Mouswald). Le clan joua un rôle important dans la défense des Scottish Borders contre les invasions anglaises.

### Le XVIe siècle
En 1548, Simon Carruthers de Mouswald, fut tué  lors d'un raid frontalier avec l'Angleterre. La lignée des Carruthers de Mouswald prit fin et ses filles furent placées sous la tutelle du clan Douglas. 
La lignée des Carruthers de Holmains continua cependant de prospérer. En 1542, leurs terres furent érigées en baronnie. En 1563, John Carruthers de Howmains fut inculpé, avec Edward Irvine de Bonshaw, chef du clan Irvine, pour une agression contre Kirkpatrick de Closeburn, chef du clan Kirkpatrick, ainsi que pour le meurtre de plusieurs autres personnes. En 1587, le clan Carruthers fut inclus dans la liste des "clans insoumis" des Marches de l'Ouest.

### Du XVIIIe siècle à nos jours
En 1772, la branche dirigeante des chefs du clan Carruthers perdit le domaine familial après un important revers financier. Cependant, au XVIe siècle, un fils cadet de la famille devint l'ancêtre de la lignée cadette des Dormont, après avoir acquis le domaine dans le Dumfriesshire. Les Carruthers de Dormont détiennent toujours ce domaine aujourd'hui. Cependant, comme il existe des descendants avérés de la lignée des Holmains, c'est de cette lignée que le chef actuel a été confirmé. Après 210 ans sans chef, le 19 août 2019, c'est de cette lignée que le nouveau chef a été proclamé. 
Reconnus comme un clan à part entière, bien qu'armigère de 1809 à 2019, les Carruthers sont mentionnés comme l'un des 17  clans des Lowlands dans la loi de 1587 du Parlement écossais sur les clans insoumis. À la disparition de leur chef, en 1809, le clan Carruthers fut considéré comme un sept du clan Bruce. Clan de cavaliers, les Carruthers étaient également souvent impliqués dans des escarmouches, des  pillages et de la contrebande au-delà de la frontière anglo-écossaise.

## Membres notables du clan
- le colonel Francis Carruthers a servi en Égypte et pendant la guerre des Boers. De 1915 à 1919, il fut directeur adjoint au ministère de la Guerre. Il fut également brigadier dans la Royal Company of Archers (la garde du corps du monarque en Écosse) et Lord Lieutenant de Dumfries.

## Généalogie et génétique
Le site suisse MyTrueAncestry, remarque une surreprésentation du sous-clade I1a1b1b sur le chromosome Y des hommes issus en lignée mâle de ce clan. L'haplogroupe I1 est plus fréquent chez les populations d'origine scandivave. Cela corrobore une origine scandinave du clan en lignée patrilinéaire. En revanche, il ne semble apparaître de marqueur caractéristique dans l'ADN mitochondrial des membres de ce clan.

## Tartan

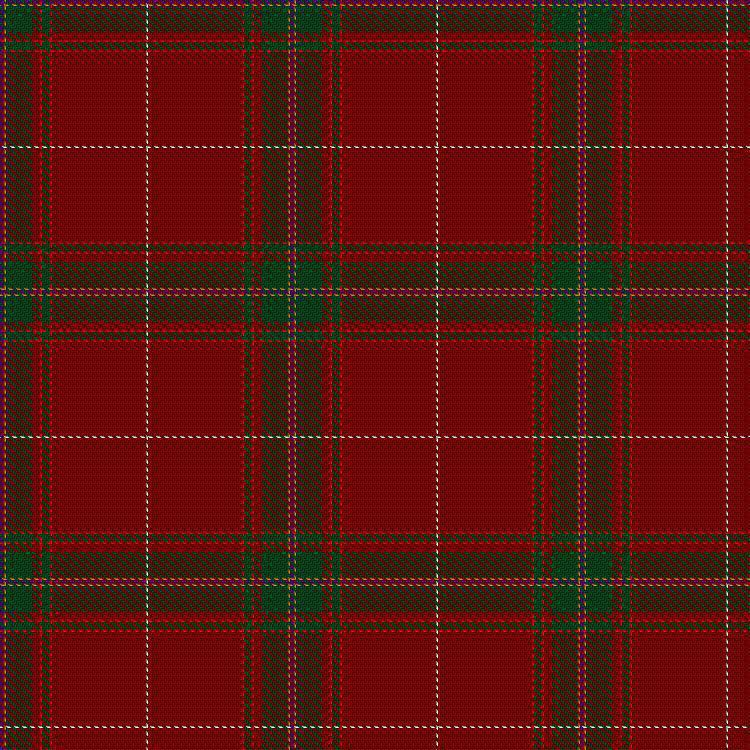
Carruthers tartan.

À la disparition de leur dernier chef en  1809, les Carruthers furent considérés comme sept de la famille Bruce. À ce titre, ils furent autorisés à utiliser le tartan Bruce, bien que la famille Bruce en eut les droits exclusifs (Celui-ci étant enregistré et breveté au nom de la famille Bruce ; à ce titre, les droits de propriété lui appartiennent exclusivement)
Mais en tant que frontaliers, les Carruthers circulaient et pratiquaient le commerce illégal des deux côtés de la frontière. Ils utilisaient pour cela des chevaux. Les Carruthers ne portaient jamais de kilt, mais des trews, bien plus adaptés à la monte de chevaux rapides et robustes. Ainsi, aucun tartan Carruthers n'a été reconnu ni officiellement enregistré à son nom avant 2017.

## Clan Carruthers Society (International)
En janvier 2017, la Clan Carruthers Society (International) a été fondée en s'appuyant sur une charte royale de Holmains datée de 1755. cette société est officiellement reconnue par le chef du clan Carruthers comme  foyer officiel et seule société autorisée à représenter la famille et le clan Carruthers dans le monde entier. La Société, basée en Écosse dispose de représentants dans le monde entier.